# Galis: Quest for Astra
Galis: Quest for Astra è un film israeliano del 2014 basato sulla serie televisiva Galis Summer Camp trasmessa sul canale televisivo HOT. Il film è stato distribuito nei cinema il 7 agosto 2014 e nel suo primo weekend di programmazione ha venduto circa 50.000 biglietti. Visto il successo ottenuto dal film sono stati creati alcuni oggetti di merchandising collegati ad essa. È stato pubblicato anche un secondo film, Galis: Connect.
Il canale televisivo HOT ha trasmesso il film l'11 maggio 2016, in Italia invece è attualmente inedito.

## Trama
Jonathan è talmente al culmine della sua gloria da lasciare i suoi amici. Quando si ritrova ad Astra, si sente in dovere di dimostrare tutte le sue abilità come prescelto, ma attraverso il suo viaggio si renderà conto che questa vanità gli impedisce di ascoltare le persone più importanti per lui.